# Slow (cântec de Depeche Mode)
Slow este o piesă a formației britanice Depeche Mode. Piesa a apărut pe albumul Delta Machine, în 2013.